# Вампир в Бруклин
„Вампир в Бруклин“ (на английски: Vampire in Brooklyn) е американска хорър комедия от 1995 г. на режисьора Уес Крейвън, с участието на Еди Мърфи и Анджела Басет.
„Вампир в Бруклин“ е последният филм, който е произведен по изключителния договор на Еди Мърфи с „Парамаунт Пикчърс“, в който започна с „48 часа“ (1982) и трилогията „Ченгето от Бевърли Хилс“ (1984-1994).
Премиерата на филма е в Съединените щати на 27 октомври 1995 г.